# アラン・ラドキン

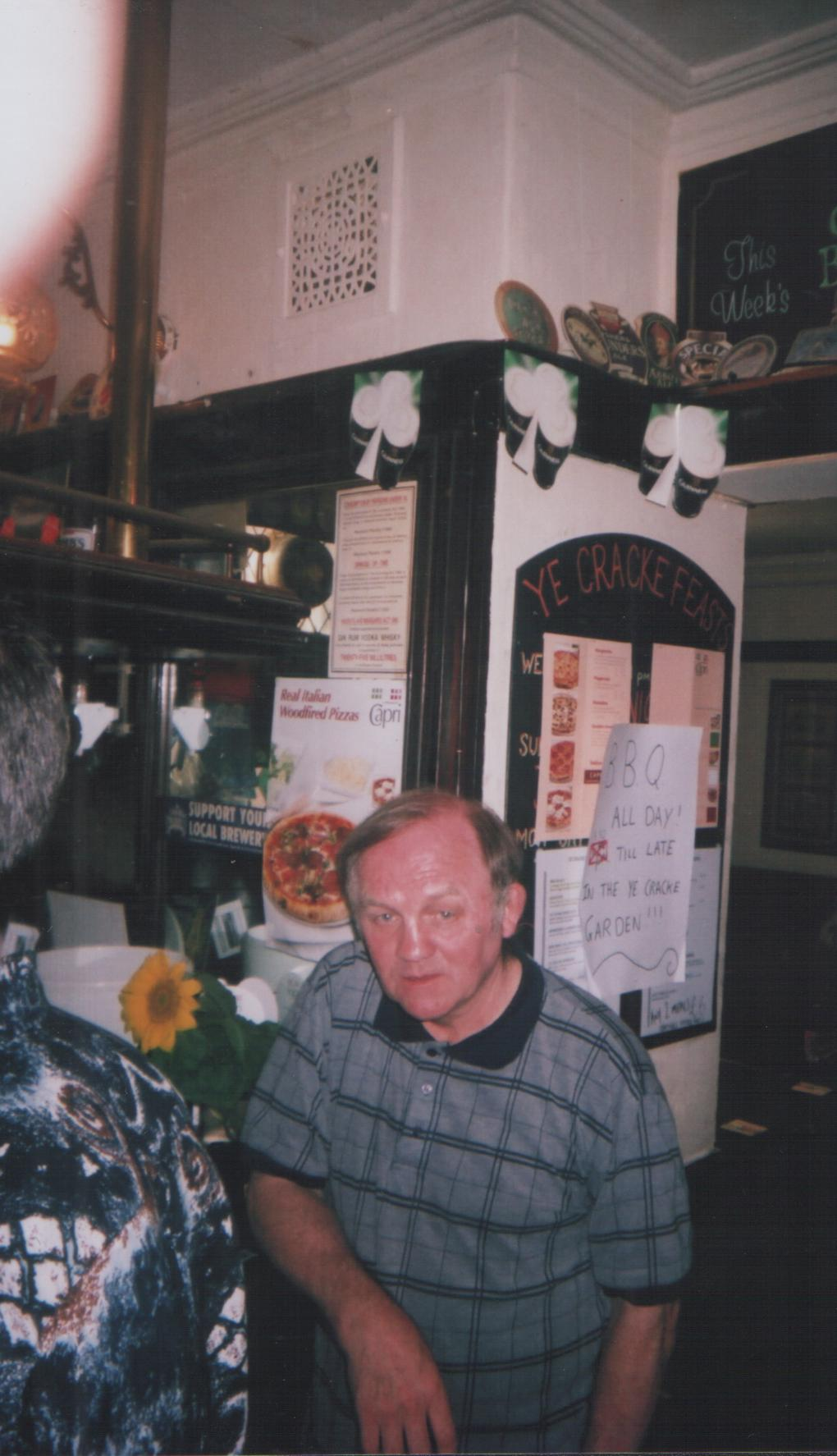
アラン・ラドキン

アラン・ラドキン（Alan Rudkin、1941年11月28日 - 2010年9月22日）は、イギリスの元プロボクサー。

## 人物
1941年11月28日、イギリスの北西部マージーサイド州の工業都市：リヴァプール出身。
1962年5月15日に地元リヴァプールでプロデビュー戦（6回戦）を行い、ディッキー・ハンナに2回KO勝ち。プロ2戦目でTKO負けを喫した後は勝ち続け、1965年3月22日にノッティンガムで英連邦バンタム級王座に挑戦、ジョニー・コードウェル（アイルランド）に10回KO勝ちして英連邦王者となる。
1965年11月30日、日本に遠征し、東京・日本武道館にて、ファイティング原田（笹崎ボクシングジム）が保持する世界バンタム級王座に挑戦。試合は15回をフルに戦ったが、原田の前に判定で敗れて世界王座獲得は成らなかった。
その後、1969年3月にライオネル・ローズ（豪州）、同年12月にルーベン・オリバレス（メキシコ）を相手に世界バンタム級王座に挑戦したが、ローズに判定負け、オリバレスに2回TKOで敗れて王座獲得は成らず。3度の世界王座挑戦はいずれも敵地での試合であった。
1972年1月25日にジョニー・クラーク相手に英連邦バンタム級王座の防衛戦を戦い、15回判定勝ちで王座を防衛。この試合を最後に現役を引退した。
2010年9月22日、リヴァプールにて逝去。68歳没。

## 戦績
- 50戦42勝（15KO）8敗

## 脚註
1. ↑  Merseyside police probe into death of former Liverpool boxing champion Alan Rudkin Liverpool Daily Post 2010-9-23